# 卡尔·西格尔

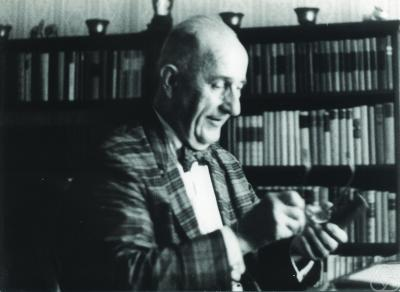
卡尔·西格尔

卡爾·路德维希·西格爾（德語：Carl Ludwig Siegel，1896年12月31日—1981年4月4日），德國數論家。

## 生平
生于普鲁士王国柏林，1915年進入柏林洪堡大學，修讀數學、天文和物理。1917年中止學業，加入德國軍隊。第一次世界大戰後，加入哥廷根大學，其導師是愛德蒙·蘭道。畢業後當了一段时间助教，1922年成為法蘭克福大學教授。1938年回到哥廷根，1940年經挪威到美國，加入普林斯顿高等研究院。1951年再回哥廷根當教授，直到1959年退休。
他的研究範疇是數論、不定方程和天體力學。1978年，獲沃爾夫數學獎。

## 外部連結
- 約翰·J·奧康納; 埃德蒙·F·羅伯遜, ,  （英语）